# فورت مونتگومری (نیویورک)
فورت مونتگومری (به انگلیسی: Fort Montgomery) یک منطقهٔ مسکونی در ایالات متحده آمریکا است که در شهرستان اورنج، نیویورک واقع شده‌است. فورت مونتگومری ۳٫۹ کیلومتر مربع مساحت و ۱٬۵۷۱ نفر جمعیت دارد و ۴۹ متر بالاتر از سطح دریا واقع شده‌است.